# يوجين سي. ستودارد
يوجين سي. ستودارد هو فلاح وسياسي أمريكي، ولد في 10 نوفمبر 1927 في غراي كورت في الولايات المتحدة، وتوفي في 21 يناير 2019. انتخب عضو مجلس نواب كارولاينا الجنوبية ‏.